# Marcelle Larguier
Pour les articles homonymes, voir Larguier.
Marcelle Larguier, née le 15 juillet 1916 à  Ankazobe et morte le 23 septembre 2000 à Quincy-sous-Sénart, est une personnalité politique malgache qui a été la deuxième Première Dame de Madagascar de 1972 à 1975 sous la présidence de son mari, le général Gabriel Ramanantsoa.

## Biographie

### Enfance, éducation et débuts
Marcelle Larguier a la nationalité française. Elle épouse Ramanantsoa le 26 mai 1934, dans une église catholique du quartier Faravohitra d'Antananarivo. Le couple a quatre enfants : Monique, Christian, Jean-Pierre et Gérard.

### Première dame de Madagascar
Elle devient première dame en 1972.
La présidence de Ramanantsoa se ponctue par une période de troubles ethniques et politiques à Madagascar. En réponse, Marcelle Larguier, de nationalité française et deuxième première dame de Madagascar, maintient un profil politique discret et s'abstient de prendre publiquement position sur des questions controversées au cours de son mandat.
Marcelle Larguier survit à son mari, mort le 9 mai 1979.